# لياقاتبور
لياقاتبور ( لِياقت پُور ) هي مدينة وعاصمة لياقاتبور تهسيل في منطقة رحيم يار خان في البنجاب في باكستان . تقع على ارتفاع 95 متر (314   أقدام) عن سطح البحر.

## روابط خارجية
- المنظر الهوائي، بسبب، Liaquat، Pur
- Liqauatpur Population and Area information at Archive.is (نسخة محفوظة 2013-02-09)